# 太平新城街道
太平新城街道是中国云南省昆明市安宁市下辖的一个街道，位于安宁市区东北部12公里，与昆明市西山区的碧鸡街道，海口街道和团结街道相邻。总面积85平方公里。1958年属燎原社区，1962年改设太平人民公社，1984年改称太平区，1988年设太平白族乡，2001年改为太平镇。2011年4月安宁市正式在全域撤镇设街道办事处，改为街道办事处。因历史上曾经历战乱，后来人们渴望太平而得名。世居民族主要有汉族和白族。
太平新城是安宁市城市总体规划（2001—2020）城市总体布局中的五大分区之一，是安宁市委、市政府重点建设的城市新区之一。最终将发展成为一座104平方公里、40万人口的中等规模城市。

## 行政区划
太平新城街道下辖以下地区：
太平社区、桥头社区、始甸社区、万辉社区、安化社区、玉龙湾社区、新邑社区、读书铺村、妥睦村和册峨村。